# Now (Shania Twain)
Now è il quinto album in studio della cantautrice canadese Shania Twain, pubblicato il 29 settembre 2017 da Mercury Nashville.

## Il disco
Si tratta del primo disco di inediti per l'artista dal 2002, anno di uscita di Up!.
L'album è stato anticipato da due singoli. Il primo, Life's About to Get Good è stato presentato allo Stagecoach Festival di Indio (California) il 29 aprile 2017 ed è  uscito nel giugno seguente; mentre il secondo brano Swingin' with My Eyes Closed è stato diffuso nel mese di agosto.

## Recensioni
| Recensione           | Giudizio |
| -------------------- | -------- |
| AllMusic             | [ 4 ]    |
| Consequence          | C        |
| Entertainment Weekly | B+       |
| The Guardian         | [ 7 ]    |
| Pitchfork            | 6.6/10   |
| Rolling Stone        | [ 9 ]    |

Now ha ottenuto recensioni di varia natura. Robert Crawford di Rolling Stone definì l'album "teatrale e variopinto", scrivendo: "Now continua l'esplorazione a cui avevamo assistito nel 2002 con Up!". Annie Reuter di Sounds Like Nashville scrisse: "La Twain dimostra di essere attuale con questo Now", lodando la produzione dell'album "all'ultimo grido che ricorda all'ascoltatore con chiarezza come mai Shania Twain sia l'artista country di maggior successo di sempre". Mikael Wood del Los Angeles Times invece criticò la vocalità della cantante nelle tracce veloci, definendola "piatta e robotica", Barry Mazor del Wall Street Journal scrisse che nell'album Shania Twain "canta in un registro leggermente più basso, ma non poi molto diverso" e lodò la direzione del sound intrapresa, sostenendo: "Se durante l'apice del suo successo si speculava che il suono e l'immagine [di Shania Twain] fossero un artificio di Lange, e la Twain altro non fosse che il suo fantoccio, quest'album dimostra che si tratta di un'accusa falsa".

## Tracce

### Edizione Standard
1. Swingin' with My Eyes Closed – 3:33
2. Home Now – 3:21
3. Light of My Life – 3:36
4. Poor Me – 3:21
5. Who's Gonna Be Your Girl – 4:13
6. More Fun – 3:38
7. I'm Alright – 3:51
8. Roll Me on the River – 3:06
9. We Got Something They Don't – 3:28
10. You Can't Buy Love – 2:39
11. Life's About to Get Good – 3:40
12. Soldier – 2:59

### Edizione Deluxe
1. Swingin' with My Eyes Closed – 3:33
2. Home Now – 3:21
3. Light of My Life – 3:36
4. Poor Me – 3:21
5. Who's Gonna Be Your Girl – 4:13
6. More Fun – 3:38
7. I'm Alright – 3:51
8. Let's Kiss and Make Up – 3:59
9. Where Do You Think You're Going – 3:22
10. Roll Me on the River – 3:06
11. We Got Something They Don't – 3:28
12. Because of You – 3:47
13. You Can't Buy Love – 2:39
14. Life's About to Get Good – 3:40
15. Soldier – 2:59
16. All in All – 3:43